# Ichneumon curtatus
Ichneumon curtatus là một loài tò vò trong họ Ichneumonidae.